# Карл Рудолф (Вюртемберг-Нойенщат)
Карл Рудолф фон Вюртемберг-Нойенщат (на немски: Carl Rudolf von Württemberg-Neuenstadt; * 29 май 1667, Нойенщат ам Кохер; † 17 ноември 1742, Нойенщат ам Кохер) е херцог на Вюртемберг, третият от страничната линия Вюртемберг-Нойенщат (1716 – 1742), която изчезва след смъртта му. Той е известен като военачалник на датска и императорска служба на Свещената Римска империя.

## Живот
Той е най-малкият син на херцог Фридрих (1615 – 1682) и съпругата му принцеса Клара Августа фон Брауншвайг-Волфенбютел (1632 – 1700), дъщеря на херцог Август II Млади фон Брауншвайг. Брат е на Фридрих Август (1654 – 1716), Фердинанд Вилхелм (1659 – 1701) и Антон Улрих (1661 – 1680).
Карл Рудолф започва военна кариера. През 1687 г. като хауптман на свои 150 души той участва във войната между Република Венеция и Османската империя в Гърция. Две години той участва в боевете на Мореа (днешен Пелопонес) и Негропонте (днешен Евбея). При обсадата на Негропонте той е ранен в гърдите. Патронът е намерен в дроба му при неговата аутопсия.
Карл Рудолф се връща през 1690 г. във Вюртемберг и започва датска служба в Ирландия. Главнокомандващ на датската войска е брат му генерал Фердинанд Вилхелм. През 1692 г. двамата братя са изместени в Нидерландия. Те се бият заедно през 1698/1699 г. в Украйна против турците.
Карл Рудолф наследява през 1716 г. най-големия си брат Фридрих Август, който няма мъжки наследник. Той напуска датската войска след 25-годишна служба и се връща в родината си. През 1729 г. Карл Рудолф става императорски генерал-фелдмаршал.
През началото на 1737 г. той поема регентството за малолетния си роднина Карл Евгений в Щутгарт, син на херцог Карл Александер фон Вюртемберг († 12 март 1737). Вече доста стар той предава регентството през август 1738 г. на Карл Фридрих от лиията Вюртемберг-Оелс и се връща в Нойенщат.
Към края на 1742 г. Карл Рудолф се разболява и умира на 17 ноември в Нойенщат. С неговата смърт изчезва линията Вюртемберг-Нойенщат. Той е погребан в гробницата на църквата „Св. Николаус“ в Нойенщат.

## Фамилия
Карл Рудолф не се жени. От 1710 г. той живее заедно с Мария Терезия де ла Контри († 1748). Те нямат деца. Мария Терезия получава от 1737 г. титлата имперска графиня и след неговата смърт живее във вдовишката си резиденция Kilianschen Haus във Вайнсберг, тя е погребана в градската църква „Св. Дионисиус“ в Некарзулм.